# Radulina
Radulina là một chi rêu trong họ Sematophyllaceae.